# Jacek Odřivous
Svatý Jacek Odřivous, OP, někdy též Hyacynt (1183, Kamień Śląski – 15. srpna 1257, Krakov) byl polský římskokatolický kněz, řeholník dominikánského řádu a misionář. Katolická církev jej uctívá jako světce.

## Život

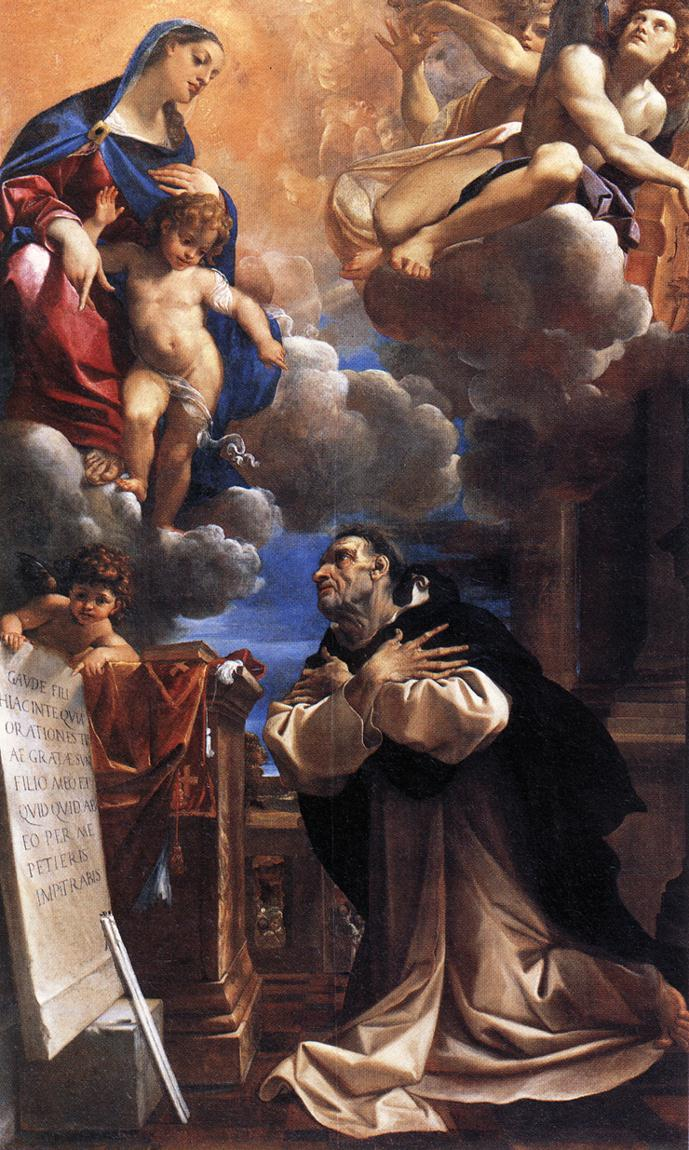
Obraz sv. Jacka

Narodil se v roce 1183 na hradě Lanka v obci Kamień Śląski ve slezském Polsku jako syn šlechtice z rodu Odřivousů Eustachia Końského. Po dokončení studií byl vysvěcen na kněze. Jeho blízký příbuzný (snad bratr) bl. Česlav se stal také knězem. Jeho sestřenicí byla členka premonstrátského řádu bl. Bronislava.
Často cestoval do Itálie, kde se seznámil se sv. Dominikem a jím založeným řádem dominikánů, do kterého se s bl. Česlavem a dalšími dvěma společníky rozhodl vstoupit. Po novicátu byly sv. Dominikem roku 1220 přijati do řádu.

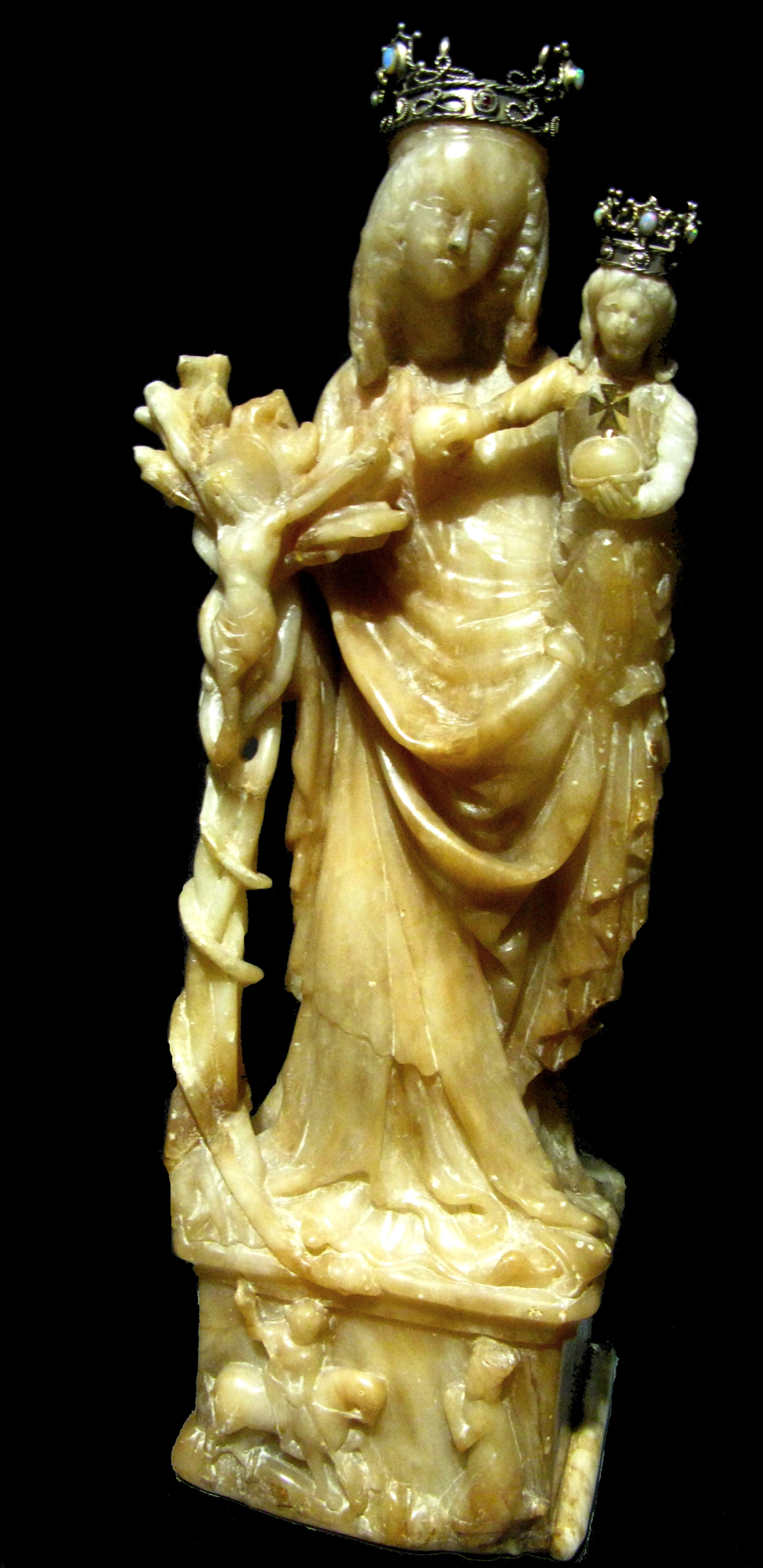
Socha Panny Marie, kterou sv. Jacek zázračně, i přes její váhu odnesl z obléhaného Kyjeva do Haliče

Mladí bratři byli poté posláni zpět do své vlasti, aby zde založili dominikánské kláštery. Když sv. Jacek a jeho tři společníci docestovali zpět do Krakova, začali úspěšně plnit své poslání. Následně začal sv. Jacek působil jako misionář. Údajně evangelizoval např. ve Švédsku, Skotsku, Norsku, Dánsku, Prusku, Rusku, dnešní Ukrajině, Turecku, nebo v Řecku. Při svém pobytu v Kyjevě, na město zaútočili mongolové. Jeho druzi se chystali na útěk, když šel do kaple pro Nejsvětější svátost, aby ji uchránil. Jak ze svatostánku vyňal ciborium s eucharistií, uslyšel od opodál stojící sochy Panny Marie její hlas, který ho prosil aby ji vzal také s sebou. I přes to, že socha byla velmi těžká ji dokázal zvednout a i s eucharistií odnést do bezpečí. Od té doby je sv. Jacek často zobrazován s ciboriem a sochou Panny Marie v jeho rukou. Zemřel v Krakově dne 15. srpna 1257. Pohřben je v jemu zasvěcené boční kapli krakovské baziliky Nejsvětější Trojice.

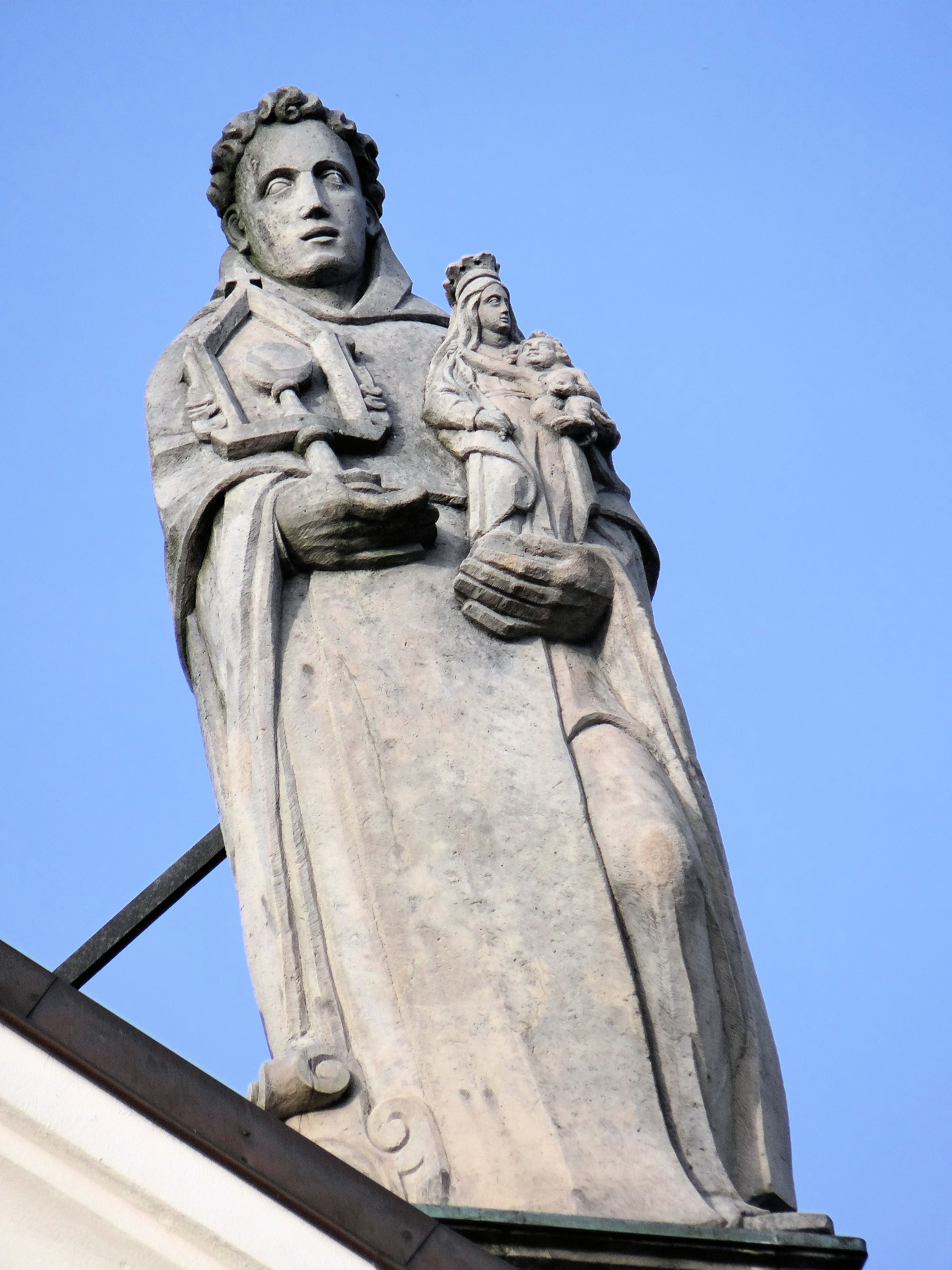
Socha sv. Jacka ve Varšavě

## Úcta
Kanonizován byl 17. dubna 1594 papežem Klementem VIII. Jeho památka je slavena 17. srpna. Roku 1686 jej papež bl. Innocenc XI. jmenoval patronem Litvy. Mimo to je patronem tonoucích. Ve světě mu je zasvěceno několik kostelů. Jeho socha stojí i na Berniniho kolonádě na Svatopetrském náměstí ve Vatikánu.